# Azy
 Azy  es una comuna y población de Francia, en la región de Centro, departamento de Cher, en el distrito de Bourges y cantón de Les Aix-d'Angillon.
Su población en el censo de 1999 era de 439 habitantes.
Está integrada en la Communauté de communes des Terroirs d'Angillon.

## Demografía
| 642 | 587 | 532 | 479 | 413 | 439 |
| Para los censos de 1962 a 1999 la población legal corresponde a la población sin duplicidades (Fuente: INSEE [Consultar]) |     |     |     |     |     |